# 파트리스 베르제롱
파트리스 베르제롱(프랑스어: Patrice Bergeron, 1985년 1월 24일~)은 캐나다의 아이스하키인으로 현역 시절 센터로 활동했다. 2003년부터 2023년까지 내셔널 하키 리그(NHL)의 클럽인 보스턴 브루인스 소속으로 활동했으며 2021년부터 2023년까지 팀의 주장으로 뛰었다. 2003년 NHL 드래프트에서 보스턴 브루인스의 지명을 받았으며, 그 해에 브루인스의 소속으로 활동하기 시작했다. 캐나다 국가대표로 2004년 세계 선수권 대회를 시작으로 2005년 세계 주니어 선수권 대회, 2010년, 2014년 동계 올림픽, 2016년 아이스하키 월드컵을 차례로 우승했으며, 보스턴 브루인스 소속으로 2011년 스탠리 컵에서 우승함으로서 트리플 골드 클럽에 가입했다.
NHL에서 가장 뛰어난 수비형 공격수가 받는 상인 프랭크 J. 셀키 트로피를 6회 수상하였으며, 이는 역대 최다 수상 기록이다.